# جفری ریچمن
جفری ریچمن (انگلیسی: Jeffrey Richman؛ زادهٔ) فیلم‌نامه‌نویس، تهیه‌کننده تلویزیونی، هنرپیشه، و بازیگر تلویزیون اهل ایالات متحده آمریکا است.
وی همچنین برندهٔ جوایزی همچون جایزه امی ساعات پربیننده شده‌است.